# Zavodtsi
Zavodtsi - Заводцы (rus) - és un poble de l'óblast de Bélgorod, a Rússia. El 2010 tenia 44 habitants. Pertany al districte (raion) de Xebékino.